# Pluvial (veste litúrgica)

Pluvial

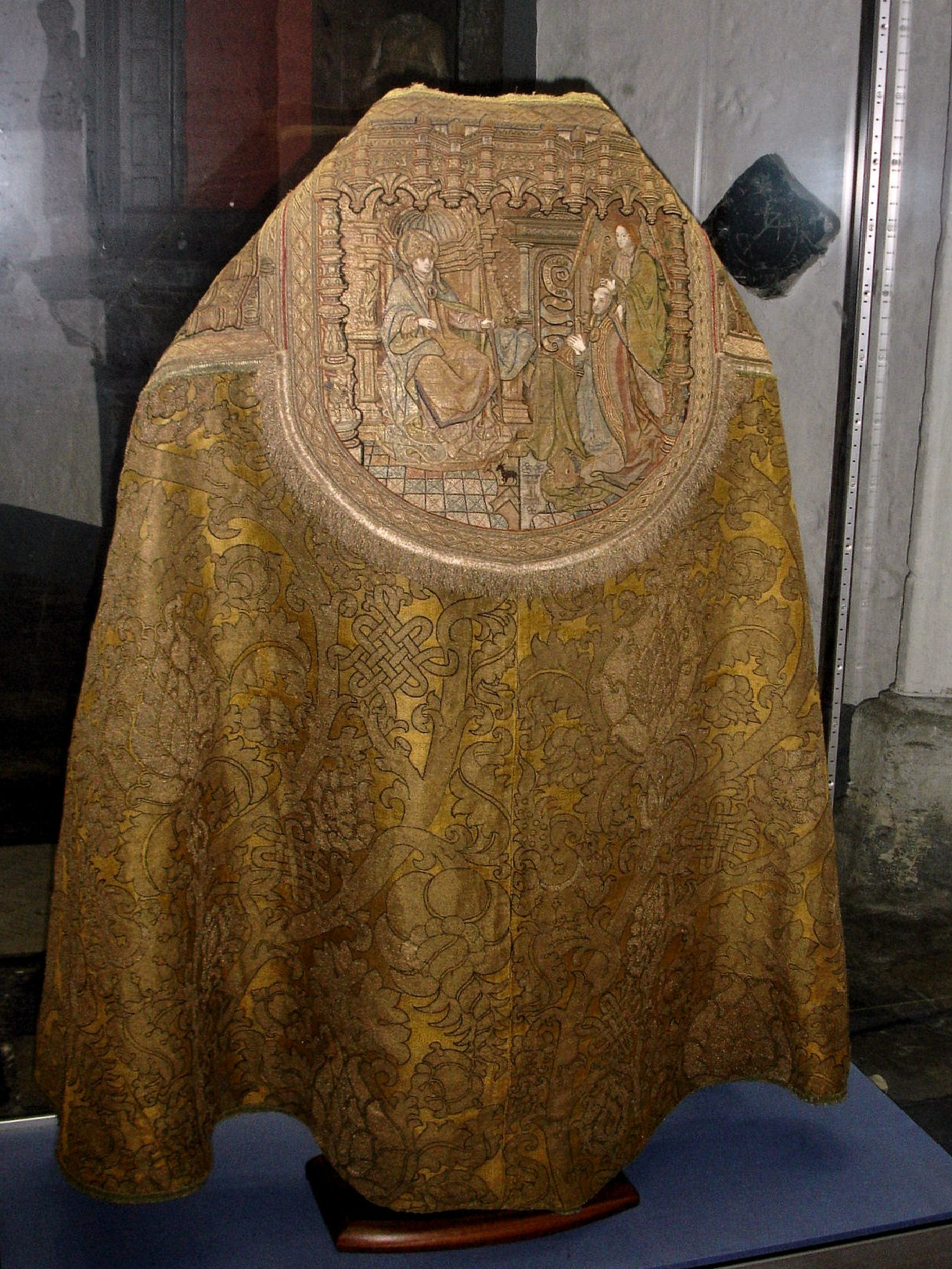
Pele finamente bordada, Catedral de São Bavão, em Gante, século XV. Observe o "capuz" em forma de escudo.

Pluvial ou capa de asperges (latim: cappa, pluviale, casula processaria) é um paramento litúrgico que faz parte de várias tradições litúrgicas ocidentais no Cristianismo.

## Descrição e uso
O traje consiste em uma capa, um pano que cobre os obros e as costas, com a parte da frente do paramento com o "alamar", que funciona como um broche que une as duas partes do manto; esse pode ser fixo ou removível do pluvial.
O pluvial recebia também o nome de "capa de asperges" porque no rito tridentino, ele era usado pelo sacerdote para o rito de aspersão de água benta sobre o povo. Também pode ser chamado de "casula processional", já que era usado nas procissões pelos bispos.
Na sua origem a capa ou pluvial confunde-se com a casula. É a antiga casula por comodidade rasgada adiante, com o apêndice dum capuz, ao qual se dava o nome de cappa. Introduziram-lhe estas modificações para melhor se acomodar aos atos litúrgicos realizados fora dos templos, tais como as procissões. Do emprego a que foi destinada tomou o nome de casula processional, ou casula especial para as procissões; do capuz estendeu-se a todo o manto o nome de capa; por abrigar da chuva apelidou-se pluvial. O apêndice, que ainda hoje conserva ao meio [atrás], representa o antigo capuz. 
O pluvial usado sobretudo no exterior, mas também dentro das igrejas para bençãos e aspersões com água benta, casamentos sem missa e para os solenes ofícios divinos. 

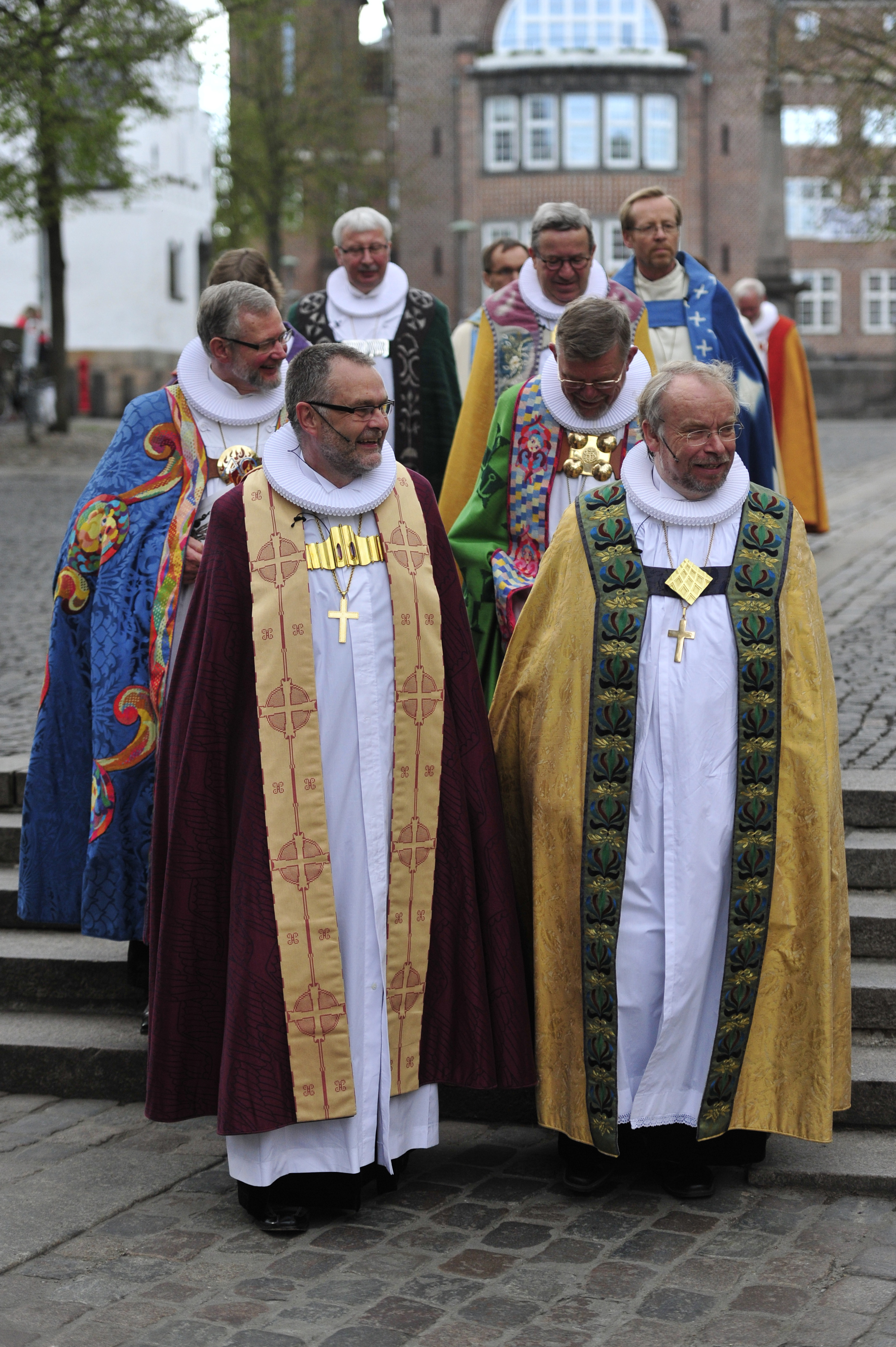
Bipos luteranos vestidos com o pluvial